# Phalanx (kunst)

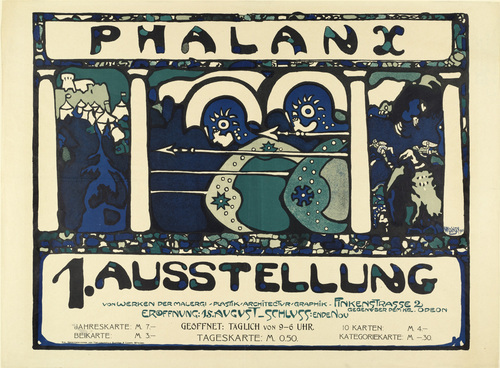
Poster voor Phalanx 1901, ontworpen door Kadinsky

Phalanx was een kunstenaarsgroep die bestond van 1901 tot en met 1904.
Phalanx werd in 1901 in München opgericht. De leden waren tegen de ouderwetse en conservatieve standpunten in de academische kunst en de Sezession. De deelnemende leden waren Wassily Kandinsky, Rolf Niczky, Waldemar Hecker en Wilhelm Hüsgen. Kandinsky werd gekozen als voorzitter van de vereniging en werd ook directeur van de Phalanx School.
Phalanx organiseerde twaalf tentoonstellingen tussen 1901 en 1904. Hier werden naast de werken van de leden ook werken van Claude Monet, jugendstil-/art-nouveau-kunstenaars, kunstenaars van het symbolisme en van de post-impressionistische kunstenaars zoals Paul Signac, Felix Valloton en Henri de Toulouse-Lautrec tentoongesteld.
Gabriele Münter was een van de eerste studenten van de Phalanx School.